# Скрябино (Уренский район)
Скрябино — деревня в составе Красногорского сельсовета в Уренском районе Нижегородской области.

## География
Находится на расстоянии примерно 19 километров по прямой на север-северо-восток от районного центра города Урень.

## История
Деревня основана в 1814 году переселенцами из деревень Адуевское и Аладиха Новоуспенской волости Ветлужского уезда, названо по конфликту жителей деревни с соседями из деревни Плаксово, которые «поскрябали» первых. В 1870 году учтено было дворов 6, жителей 34, в 1914 20 дворов. До 1935 года входила в Ветлужский район. В советское время работал колхоз «1 мая» и «Красногор».  В 1956 году 94 жителя, в 1978 22 хозяйств и 58 жителей, в 1994 – 18 хозяйств и 38 жителей.

## Население
Постоянное население  составляло 34 человека (русские 100%) в 2002 году, 12 в 2010 .